# Lipna (Przewóz)
Lipna (älter auch Lipa Łużycka; deutsch Leippa, 1936–1945 Selingersruh, sorbisch Lipja) ist ein Kirchdorf in der Landgemeinde Przewóz im Powiat Żarski der Woiwodschaft Lebus. Es liegt im polnischen Teil der Oberlausitz zwischen Przewóz (Priebus) und Rothenburg/O.L. nahe der Lausitzer Neiße an der ehemaligen sächsisch-schlesischen Grenze.

## Geographie
Lipna ist der östlichste Ort der Gemeinde, er liegt südöstlich von Przewóz auf einer Ebene in der Görlitzer Heide. Nachbarorte sind Bucze (Buchwalde) im Nordwesten, Dobrzyń (Dobers) im Westen und Sanice (Sänitz) im Südwesten. Die aus Przewóz kommende Droga wojewódzka 350 führt in östlicher Richtung weiter nach Gozdnica (Freiwaldau).

## Geschichte

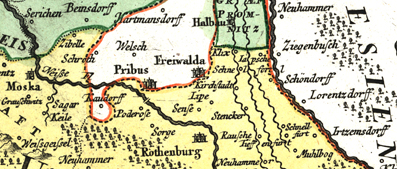
Ausschnitt einer Karte der Lausitz, um 1720: grün – Niederlausitz, gelb – Oberlausitz, weiß – Schlesien

Die urkundliche Ersterwähnung des Dorfes erfolgte 1417 unter dem Namen Leippe. Der Ortsname stammt vom sorbischen lipa für „Linde“. Zehn Jahre später hatte das Dorf für den Hussitenkrieg 24 Mann, 2 Hauptleute und einen Wagen zu stellen.
Aus der Verkaufsurkunde des Rittergutes aus dem Jahr 1606 geht hervor, dass zu dieser Zeit ein Eisenhammer bestand.
Durch den Prager Frieden von 1635 konnte sich Kursachsen noch während des Dreißigjährigen Krieges (1618–1648) die Herrschaft über die gesamte Lausitz sichern.
Die Gemeinde war in der nahegelegenen schlesischen Landstadt Priebus im benachbarten Fürstentum Sagan eingepfarrt. Als dort 1668 die evangelische Kirche im Zuge der Gegenreformation geschlossen wurde, gesellten sich die Einwohner zum neu gegründeten Podroscher Kirchspiel. Da sich die Einwohner weigerten, für immer in Podrosche eingepfarrt zu sein, waren sie zwischen 1746 und 1752 als Gastgemeinde in den Kirchen von Sänitz, Freiwaldau und Rauscha eingepfarrt, kehrten danach jedoch wieder nach Podrosche zurück.
Im Jahr 1807 wurde durch den Rittergutsbesitzer von Eicke mit dem Bau einer eigenen Kirche nebst Turm begonnen. Diese konnte bereits am 2. Februar 1808 geweiht werden. Die westlich benachbarte Ortschaft Dobers wurde in den 1830ern nach Leippa eingepfarrt.
Während der Befreiungskriege wurde Leippa am 17. September 1813 von russischen Truppen geplündert. Durch Festlegung während des Wiener Kongresses musste das Königreich Sachsen 1815 weite Landesteile an das Königreich Preußen abtreten, da es zuvor an napoleonischer Seite kämpfte. So gerieten unter anderem die Niederlausitz und ein großer Teil der Oberlausitz unter preußische Herrschaft. Durch die darauffolgende Verwaltungsreform in Preußen wurde Leippa dem 1816 gegründeten Landkreis Rothenburg (Ob. Laus.) zugeordnet. Bis zur 1932 erfolgten Vergrößerung des Landkreises war Leippa dessen östlichste Ortschaft.
Um das Jahr 1840 bot eine Glashütte mit zwei Öfen Arbeit für etwa 80 Familien. Hergestellt wurden Weißglas, Tafelglas, Flaschen und Medizinglas. Eine Steingutfabrik wurde 1841 erbaut.
Durch den Bau der Kleinbahn Horka–Rothenburg–Priebus erhielt Leippa 1908 einen Bahnhof. Im gleichen Jahr wurde die Kirche anlässlich ihres 100-jährigen Bestehens renoviert. Ein neues Schulgebäude wurde 1912 vor der Kirche errichtet.
Im Ersten Weltkrieg (1914–1918) hatte die Kirchgemeinde 30 Gefallene zu beklagen. Eine Ehrentafel in der Kirche sowie ein mit Eichen angelegter Heldenhain an der Südseite des Schulplatzes sollten an sie erinnern. Eine neue Bronzeglocke mit der Inschrift „Gott hat Wunderbares, was wir nicht begreifen, Glock' in dich gelegt“ ersetzte 1921 die 1917 abgegebene große Glocke.
In der Zwischenkriegszeit blieb die Einwohnerzahl relativ konstant bei 650. Im Zuge nationalsozialistischer Germanisierungspolitik wurde der slawischstämmige Ortsname am 30. November 1936 in Selingersruh geändert.
Als nach dem Ende des Zweiten Weltkriegs die Oder-Neiße-Linie infolge der stalinistischen Westverschiebung Polens die neue Grenze zwischen Deutschland und Polen bildete, kam Leippa unter dem Namen Lipa Łużycka, später Lipna, unter polnische Verwaltung.
In der 1975 durchgeführten Verwaltungsreform wurde Lipa der Woiwodschaft Grünberg zugeordnet.

### Ortsname
Überlieferte Namensformen sind unter anderem Leippe (1417), Leipa (1510) und Leippa (1521). Der Name ist vom slawischen Wort lipa ‘Linde’ abgeleitet.

## Persönlichkeiten
- Ernst Philipp von Kiesenwetter (1792–1840), sächsischer Majoratsherr